# The Little Shop of Horrors
The Little Shop of Horrors (A Pequena Loja dos Horrores ou A Loja dos Horrores em português) é um filme B de 1960, uma comédia de horror dirigida por Roger Corman. Foi a estreia de Jack Nicholson no cinema.

## Sinopse
Seymour Krelboin trabalha em uma floricultura e é apaixonado por Audrey. Ele ganha uma nova planta, misteriosa, e dá a ela o nome de Audrey II. O problema é que a planta fala, come carne humana, além de outros segredinhos.

## Elenco
- Jonathan Haze ... Seymour Krelboin
- Jackie Joseph ... Audrey Fulquard
- Mel Welles ... Gravis Mushnik
- Dick Miller ... Burson Fouch
- Myrtle Vail ... Winifred Krelboin
- Tammy Windsor ... Adolescente
- Toby Michaels ... Adolescente
- Lynn Storey ... Hortense Feuchtwanger
- Jack Nicholson ... Wilbur Force